# The Origin of the Feces
The Origin Of The Feces – dwukrotnie wydany album amerykańskiego zespołu muzycznego Type O Negative. Po raz pierwszy w 1992 roku z kontrowersyjną okładką przedstawiającą zbliżenie odbytu wokalisty zespołu Petera Steele. Wznowienie płyty nastąpiło w 1994 roku, ze zmienioną okładką przedstawiającą motyw z drzeworytu średniowiecznego artysty norymberskiego Michaela Wolgemuta zatytułowanego "Dance macabre" przedstawiający taniec śmierci.

## Lista utworów
1. "I Know You're Fucking Someone Else"
2. "Are You Afraid"
3. "Gravity"
4. "Pain"
5. "Kill You Tonight"
6. "Hey Pete"
7. "Kill You Tonight (Reprise)"
8. "Paranoid"

## Twórcy
- Peter Steele - śpiew, gitara basowa
- Kenny Hickey - gitara prowadząca
- Josh Silver - instrumenty klawiszowe
- Sal Abruscato - perkusja

## Wydania
- Roadrunner Records, 1992
- Roadrunner Records, 16 maja 1994, wznowienie ze zmienioną okładką